# Mylothris kiellandi
Mylothris kiellandi är en fjärilsart som beskrevs av Berger 1985. Mylothris kiellandi ingår i släktet Mylothris och familjen vitfjärilar. Inga underarter finns listade i Catalogue of Life.